# خانيك (رقة)
خانیك (بالفارسية: خانیک) هي مستوطنة تقع في إيران في قسم رقة الريفي. يقدر عدد سكانها بـ 122 نسمة .